# گامو یوریساتو
گامو یوریساتو (به ژاپنی: 蒲生頼郷) (تولد نامشخص – ۲۱ اکتبر، ۱۶۰۰) یک دایمیو در دوره سنگوکو و دوره آزوچی–مومویاما بود.